# 海军分防计划
海军分防计划是抗日战争结束后，中华民国海军的庞大造舰计划，陈绍宽建议造12到20条航母来保证中国的海防。后由于第二次国共内战而作罢。